# Hans Lang (Fußballspieler)
Hans Lang (* 8. Februar 1899 in Augsburg; † 27. April 1943 in Aalborg, Dänemark) war ein deutscher Fußballspieler.

## Karriere

### Vereine
Begonnen hatte Lang seine fußballerische Laufbahn in seiner Heimatstadt Augsburg in der Spielabteilung des TV Oberhausen. Als 10-Jähriger trat er der Fußballabteilung bei und war schon als Jugendlicher daran beteiligt, diesen als führenden Augsburger Verein zu etablieren. Die “Neue Augsburger Zeitung” berichtete von der „aufstrebenden Oberhausener Elf“, deren Weg jedoch mit Ausbruch des Ersten Weltkriegs jäh unterbrochen wurde. Auch Hans Lang wurde zum Militärdienst eingezogen und kämpfte an der Westfront in Frankreich gemeinsam mit seinen Augsburger Kameraden Konrad Maurus und Martin Müller. Mit dem Ende des Ersten Weltkriegs geriet er in französische Kriegsgefangenschaft, aus der er erst zwei Jahre später entlassen werden sollte.
Nachdem er und zahlreiche weitere Mitglieder zurückgekehrt waren, begann die Organisation eines regelmäßigen Spielbetriebs im Verein, der ab 1919 BC Augsburg hieß. Dabei wurde Lang zum Erfolgsgaranten, der die Mannschaft bereits in der ersten Saison in die seinerzeit erstklassige Kreisliga Südbayern führte. Sein großes Talent blieb allerdings auch außerhalb Augsburgs nicht unentdeckt, bald wurde er auch für die Spiele der Auswahlmannschaft des Süddeutschen Fußball-Verbandes nominiert.
Bei einem dieser Auswahlspiele lernte Lang den Fürther Torhüter Theodor Lohrmann kennen. Dieser machte ihm stundenlang einen Wechsel zur SpVgg Fürth schmackhaft, die zu jener Zeit zu den führenden Mannschaften Bayerns zählte. Neben der Teilnahme an der Endrunde zur Deutschen Meisterschaft in der Saison 1922/23, bei der die SpVgg Fürth sich am 27. Mai 1923 dem SC Union Oberschöneweide im Halbfinale 1:2 geschlagen geben musste, feierte Lang besonders einen persönlichen Erfolg: Am 26. März 1922 war er der erste gebürtige Augsburger, der sich das Trikot der Nationalmannschaft überstreifen durfte.
Über seine Gründe, bereits 1923 (während der laufenden Saison) zum Hamburger SV zu wechseln, gibt es verschiedene Geschichten. Seiner Frau Käthe zufolge wollte er nach Brasilien auswandern, wurde von den Verantwortlichen in Hamburg abgefangen und überredet, fortan für den HSV zu spielen. Sein Bruder Willi dagegen berichtet, dass er gezielt von den Norddeutschen aus Fürth abgeworben wurde. Nach dem Ablauf der Wechselsperre drückte er dem Hamburger Spiel sogleich seinen Stempel auf und zog mit den Hamburgern gleich in seiner ersten Saison in das Finale um die Deutsche Meisterschaft ein, in dem sie sich dem 1. FC Nürnberg mit 0:2 geschlagen geben mussten. Vier Jahre später, am 29. Juli 1928, gewann er mit seinem neuen Verein schließlich die Meisterschaft, nachdem Hertha BSC mit 5:2 besiegt wurde. Zu Beginn der 1930er Jahre ließ er seine Karriere langsam ausklingen und übernahm 1935 den Trainerposten bei den Hamburgern, die er später als Trainer in die Meisterschaftsendrunde führte. Abermals wurde seine Karriere vom Krieg gebremst, er erneut zum Wehrdienst herangezogen und als Oberfeldwebel auf einem Fliegerhorst Aalborg-West eingesetzt.

### Nationalmannschaft
Lang bestritt zehn Länderspiele für die A-Nationalmannschaft, wobei er am 26. März 1922 in Frankfurt am Main beim 2:2-Unentschieden gegen die Schweizer Nationalmannschaft debütierte. Fortan kam er in jedem Spieljahr bis 1926 zu mindestens einem Länderspiel. Seine letzte Partie als Nationalspieler bestritt er am 18. April 1926 in Düsseldorf beim 4:2-Sieg über die Nationalmannschaft der Niederlande.

## Erfolge
- Deutscher Meister 1928
- Norddeutscher Meister 1924, 1925, 1928, 1929
- Süddeutscher Meister 1923

## Weiterer Werdegang und früher Tod
Nach dem Ende seiner aktiven Karriere wurde er zunächst Trainer beim SV Polizei Hamburg, bevor er von 1935 bis 1939 den Hamburger SV trainierte. Er verstarb im Alter von nur 44 Jahren in einem deutschen Militärlazarett in Aalborg im April 1943 an den Folgen eines Herzinfarkts.